# Sakai Masahisa
Sakai Masahisa est un nom japonais traditionnel ; le nom de famille (ou le nom d'école), Sakai, précède donc le prénom (ou le nom d'artiste).
Sakai Masahisa (坂井 政尚, 23 décembre 1570) est un samouraï de l'époque Sengoku, surtout connu pour être un des nombreux vassaux du clan Oda. 

## Biographie
Né dans la province de Mino, Sakai Masahisa sert d'abord le clan Saitō. Après le siège du château d'Inabayama, il devient vassal d'Oda Nobunaga. Il est particulièrement actif à l'époque de l'entrée de ce dernier dans Kyoto. À la fin de l'année 1568, Masahisa se joint à Shibata Katsuie, Hachiya Yoritaka et Mori Yoshinari pour attaquer le château de Shōryūji d'Iwanari Tomomichi.
Plus tard, Masahisa prend également part au siège du château d'Odani (1573). En 1570, alors qu'il est attaqué par les forces commandées par Isono Kazumasa, il perd son fils Sakai Kyūzō. Masahisa lui-même meurt peu après à la bataille de Katada. Son second fils, Sakai Etchū no kami hérite alors de la position de chef de famille.

## Source de la traduction
- (en) Cet article est partiellement ou en totalité issu de l’article de Wikipédia en anglais intitulé « Sakai Masahisa » (voir la liste des auteurs).